# Macroveliidae
Macroveliidae – rodzina pluskwiaków z podrzędu różnoskrzydłych i infrarzędu półwodnych.
Są to pluskwiaki niewielkich rozmiarów, o ciele długości od 2,5 do 5,6 mm, wyglądem przypominające niektóre wodziarkowate. Powierzchnię ich głowy, tułowia i pierwszego segmentu odwłoka pokrywa warstwa mikroskopowych i makroskopowych włosków. Macrovelia wykazują polimorfizm w budowie skrzydeł (pterygopolimorfizm) – mogą być długo- lub krótkoskrzydłe. Pozostałe rodzaje współczesne są bezskrzydłe. W pełni rozwinięte przyoczka występują tylko u długoskrzydłych Macrovelia. U Oravelia przyoczka są uwstecznione, a u Chepuvelia całkiem nieobecne. Biczykowate czułki mają wydłużone dwa pierwsze człony. Sięgająca mniej więcej do okolicy bioder środkowej pary odnóży kłujka ma  dwa pierwsze człony bardzo krótkie, a człon trzeci 2,5 raza dłuższy od czwartego. Tylna część przedplecza jest u form bezskrzydłych ścięta, zaś u długoskrzydłych Macrovelia wyciągnięta tak, że nakrywa śródplecze, szczątkową tarczkę i zaplecze. Odnóża mają trójczłonowe stopy i osadzone wierzchołkowo przedstopia. Genitalia samca charakteryzują się wierzchołkowo osadzonym pygoforem i symetrycznymi paramerami. U samic walwy pokładełka są płytkowate.
Owady te prowadzą skryty tryb życia. Przedstawiciele rodzajów Macrovelia i Oravelia bytują w zacienionych miejscach wśród bujnie porośniętych roślinnością źródlisk i wysięków. Wykazują ujemny fototropizm. Z kolei Chepuvelia zasiedla wilgotną ściółkę. Imagines Macrovelia bywają aktywne w cieplejszych okresach w ciągu zimy.
Współcześnie rodzina ta występuje w nearktycznej Ameryce Północnej oraz w Chile.
Do rodziny tej należą 4 opisane gatunki, zgrupowane w 4 monotypowych rodzajach:
- Chepuvelia China, 1963
- †Daniavelia Andersen, 1998
- Macrovelia Uhler, 1872
- Oravelia Drake & Chapman, 1963

W zapisie kopalnym rodzina znana jest z jednego, eoceńskiego gatunku Daniavelia morsensis.